# John Mica
John Luigi Mica, né le 27 janvier 1943 à Binghamton, est un homme politique américain, représentant républicain de Floride à la Chambre des représentants des États-Unis de 1993 à 2017.

## Biographie
John Mica étudie au Miami Dade College puis à l'université de Floride. Il est élu à la Chambre des représentants de Floride de 1977 à 1981. En 1980, il est candidat au Sénat floridien mais perd l'élection. Il rejoint ensuite l'équipe de la sénatrice Paula Hawkins, pour qui il travaille de 1981 à 1985.
Il se présente en 1992 à la Chambre des représentants des États-Unis dans le 7e district de Floride, près d'Orlando. Il est élu avec 56,4 % des voix face au démocrate Dan Webster. Il est réélu avec 73,4 % des suffrages en 1994. De 1996 à 2010, il est réélu tous les deux ans avec des scores compris entre 59 % et 69 % des voix, à l'exception des élections de 1998 et 2004 où il est élu sans opposant. Durant le 112e congrès, il préside la commission de la Chambre sur les transports et les infrastructures.
Son district est redécoupé avant les élections de 2012. Dans un nouveau district toujours favorable au Grand Old Party, il affronte la représentante Sandy Adams, proche du Tea Party, lors de la primaire républicaine,. Il remporte la primaire avec environ 60 % des voix puis l'élection générale avec 58,7 % des suffrages. Il est réélu avec 63,6 % des voix en 2014.
À la suite d'une décision de la Cour suprême de Floride, le district est à nouveau redécoupé en 2016 et devient plus favorable aux démocrates : Mitt Romney et Barack Obama y sont arrivés à égalité en 2012. Son siège devient alors une cible des démocrates. Il affronte la démocrate Stephanie Murphy lors de l'élection de novembre,. Il tarde à faire diffuser des publicités pour se faire connaître auprès de ses nouveaux électeurs. Ne rassemblant que 48,5 % des voix, il est battu par Murphy.

## Positions politiques
John Mica est un républicain conservateur.
Après les attentats du 11 septembre 2001, il participe à la création de la Transportation Security Administration. Quelques années plus tard, il critique « le petit enfant bâtard [qu'il a] créé » et propose de privatiser certaines de ses missions, notamment le scannage des passagers.